# Championnat du Danemark de football 2020-2021
Navigation
Édition précédente Édition suivante
La saison 2020-2021 de Superliga est la cent-huitième édition de la première division danoise. Elle oppose les douze meilleurs clubs du Danemark en une série de vingt-quatrejournées suivie de barrages, servant à déterminer le champion, les clubs qualifiés pour les compétitions européennes ainsi que les équipes reléguées. Lors de cette saison, le FC Midtjylland défend son titre face à onze autres équipes dont un promu de deuxième division.
Le Brøndby IF est sacré champion à l'issue de la dernière journée.

## Participants
| \| Aalborg Aarhus Horsens Brøndby Copenhague Midtjylland Nordsjælland OB Randers SønderjyskE Lyngby Vejle \| Localisation des clubs engagés dans le championnat. |
| Aalborg Aarhus Horsens Brøndby Copenhague Midtjylland Nordsjælland OB Randers SønderjyskE Lyngby Vejle                                                           |

Légende des couleurs
- Deuxième tour de qualification de la Ligue des champions 2020-2021
- Troisième tour de qualification de la Ligue Europa 2020-2021
- Deuxième tour de qualification de la Ligue Europa 2020-2021
- Premier tour de qualification de la Ligue Europa 2020-2021
- Promu de deuxième division

| Club            | Présent depuis | Classement 2019-2020 | Stade                    | Capacité théorique |
| --------------- | -------------- | -------------------- | ------------------------ | ------------------ |
| FC Midtjylland  | 2000           | 1                    | MCH Arena                | 11 809             |
| FC Copenhague   | 1992           | 2                    | Parken                   | 38 065             |
| AGF Aarhus      | 2015           | 3                    | Ceres Park               | 20 032             |
| Brøndby IF      | 1982           | 4                    | Brøndby Stadion          | 29 000             |
| Aalborg BK      | 1987           | 5                    | Energi Nord Arena        | 13 797             |
| FC Nordsjælland | 2002           | 6                    | Farum Park               | 9 900              |
| OB Odense       | 1999           | 7                    | TRE-FOR Park             | 15 633             |
| AC Horsens      | 2016           | 8                    | Casa Arena               | 10 400             |
| Randers FC      | 2012           | 9                    | AutoC Park Randers       | 12 000             |
| SønderjyskE     | 2008           | 10                   | Haderslev Fodboldstadion | 10 000             |
| Lyngby BK       | 2019           | 11                   | Lyngby Stadion           | 10 000             |
| Vejle BK        | 2020           | 1 (D2)               | Vejle Stadion            | 10 418             |

## Règlement
Le classement est établi sur le barème de points classique, une victoire valant trois points, un match nul un seul et une défaite aucun. En cas d'égalité de points, les équipes concernées sont d'abord départagées sur la base de la différence de buts générale puis du nombre de buts marqués et enfin du nombre de buts marqués à l'extérieur. Si l'égalité persiste après application de ces critères, les équipes concernées sont départagées soit par tirage au sort si les places disputées n'ont aucune influence particulière, soit par un match d'appui sur terrain neutre si une des places disputées est qualificative pour une compétition européenne, le titre de champion ou la relégation.

## Phase préliminaire

### Classement
| Rang | Équipe           | Pts | J  | G  | N | P  | Bp | Bc | Diff |
| ---- | ---------------- | --- | -- | -- | - | -- | -- | -- | ---- |
| 1    | Brøndby IF       | 45  | 22 | 14 | 3 | 5  | 40 | 24 | +16  |
| 2    | FC Midtjylland T | 43  | 22 | 13 | 4 | 5  | 35 | 20 | +15  |
| 3    | AGF Aarhus       | 38  | 22 | 10 | 8 | 4  | 35 | 22 | +13  |
| 4    | FC Copenhague    | 35  | 22 | 10 | 5 | 7  | 39 | 35 | +4   |
| 5    | Randers FC       | 32  | 22 | 9  | 5 | 8  | 31 | 21 | +10  |
| 6    | FC Nordsjælland  | 29  | 22 | 7  | 8 | 7  | 35 | 30 | +5   |
| 7    | SønderjyskE      | 28  | 22 | 8  | 4 | 10 | 30 | 32 | -2   |
| 8    | OB Odense        | 28  | 22 | 7  | 7 | 8  | 25 | 28 | -3   |
| 9    | Aalborg BK       | 28  | 22 | 7  | 7 | 8  | 24 | 30 | -6   |
| 10   | Vejle BK P       | 24  | 22 | 6  | 6 | 10 | 25 | 37 | -12  |
| 11   | Lyngby BK        | 20  | 22 | 5  | 5 | 12 | 25 | 43 | -18  |
| 12   | AC Horsens       | 12  | 22 | 2  | 6 | 14 | 15 | 37 | -22  |

|  | Qualification pour les barrages de championnat                                           |
|  | Qualification pour les barrages de qualification                                         |
|  | T : Tenant du titre C : Vainqueur de la Coupe du Danemark P : Promu de deuxième division |

### Résultats
| Résultats (▼dom., ►ext.) | AAB | AGF | BRO | COP | HOR | LYN | MID | NOR | ODE | RAN | SON | VEJ |
| Aalborg BK               |     | 1-1 | 2-1 | 2-3 | 1-0 | 3-2 | 0-2 | 1-1 | 0-2 | 0-0 | 1-0 | 1-3 |
| AGF Aarhus               | 3-0 |     | 3-1 | 0-1 | 3-0 | 1-0 | 1-2 | 0-1 | 4-2 | 1-1 | 2-0 | 4-2 |
| Brøndby IF               | 1-1 | 1-1 |     | 2-1 | 2-1 | 4-1 | 2-3 | 3-2 | 3-1 | 0-0 | 2-1 | 2-1 |
| FC Copenhague            | 1-2 | 3-3 | 1-2 |     | 2-0 | 4-2 | 0-0 | 3-2 | 1-1 | 1-2 | 3-2 | 2-1 |
| AC Horsens               | 2-1 | 1-2 | 1-2 | 0-2 |     | 1-2 | 2-2 | 1-1 | 0-0 | 0-3 | 0-3 | 3-1 |
| Lyngby BK                | 0-0 | 1-2 | 0-4 | 2-2 | 1-1 |     | 2-0 | 0-3 | 0-3 | 0-3 | 2-2 | 0-0 |
| FC Midtjylland           | 0-0 | 0-1 | 1-0 | 4-0 | 1-0 | 1-0 |     | 3-1 | 3-1 | 1-0 | 1-2 | 5-0 |
| FC Nordsjælland          | 2-2 | 3-1 | 0-1 | 0-1 | 2-2 | 4-1 | 4-1 |     | 0-2 | 1-0 | 2-1 | 1-1 |
| Odense BK                | 2-1 | 0-0 | 0-3 | 3-2 | 1-0 | 0-1 | 1-1 | 1-1 |     | 2-1 | 1-1 | 0-1 |
| Randers FC               | 1-2 | 1-1 | 1-2 | 2-1 | 3-0 | 1-2 | 1-2 | 1-1 | 2-1 |     | 1-2 | 3-1 |
| SønderjyskE              | 3-1 | 1-1 | 2-0 | 1-3 | 2-0 | 1-4 | 2-0 | 2-1 | 1-1 | 0-1 |     | 0-1 |
| Vejle BK                 | 0-1 | 0-0 | 0-2 | 2-2 | 0-0 | 3-2 | 0-2 | 2-2 | 2-0 | 0-3 | 4-1 |     |

## Deuxième phase

### Barrages de championnat
Les points et buts marqués lors de la phase championnat sont retenus en totalité. À l'issue de cette phase, le premier au classement remporte le championnat et se qualifie pour les barrages de la Ligue des champions 2021-2022, le deuxième se qualifie pour le deuxième tour qualificatif de la Ligue des champions 2021-2022, le troisième se qualifie pour le deuxième tour de qualification de la Ligue Europa Conférence 2021-2022, et le quatrième se qualifie pour un match d'appui face au vainqueur des barrages européens. Le vainqueur de la Coupe du Danemark se qualifie pour la Ligue Europa 2021-2022.
| Rang | Équipe           | Pts | J  | G  | N  | P  | Bp | Bc | Diff |
| ---- | ---------------- | --- | -- | -- | -- | -- | -- | -- | ---- |
| 1    | Brøndby IF       | 61  | 32 | 19 | 4  | 9  | 58 | 38 | +20  |
| 2    | FC Midtjylland T | 60  | 32 | 18 | 6  | 8  | 57 | 33 | +24  |
| 3    | FC Copenhague    | 55  | 32 | 16 | 7  | 9  | 61 | 53 | +8   |
| 4    | AGF Aarhus       | 48  | 32 | 13 | 9  | 10 | 48 | 42 | +6   |
| 5    | FC Nordsjælland  | 43  | 32 | 11 | 10 | 11 | 51 | 51 | 0    |
| 6    | Randers FC C     | 40  | 32 | 11 | 7  | 14 | 43 | 38 | +5   |

|  | Qualification pour les barrages de la Ligue des champions 2021-2022.                          |
|  | Qualification pour le deuxième tour de qualification de la Ligue des champions 2021-2022.     |
|  | Qualification pour les barrages de la Ligue Europa 2021-2022.                                 |
|  | Qualification pour le deuxième tour de qualification de la Ligue Europa Conférence 2021-2022. |
|  | Qualification pour le match d'appui des barrages européens.                                   |

#### Matchs
| Résultats (▼dom., ►ext.) | AGF | BRO | COP | MID | NOR | RAN |
| AGF Aarhus               |     | 1-2 | 1-2 | 1-4 | 3-1 | 2-0 |
| Brøndby IF               | 2-2 |     | 1-3 | 3-1 | 2-0 | 2-0 |
| FC Copenhague            | 3-2 | 2-1 |     | 4-2 | 2-2 | 2-1 |
| FC Midtjylland           | 4-0 | 1-0 | 4-1 |     | 3-0 | 1-1 |
| FC Nordsjælland          | 2-0 | 0-3 | 2-2 | 3-2 |     | 2-1 |
| Randers FC               | 0-1 | 4-2 | 2-1 | 0-0 | 3-4 |     |

### Barrages de relégation
Les points et buts marqués lors de la phase championnat sont retenus en totalité. À l'issue de cette phase, les deux derniers sont relégués directement en deuxième division. Le premier dispute un match de barrage pour une qualification en Ligue Europa Conférence 2021-2022
| Rang | Équipe      | Pts | J  | G  | N  | P  | Bp | Bc | Diff |
| ---- | ----------- | --- | -- | -- | -- | -- | -- | -- | ---- |
| 1    | Aalborg BK  | 46  | 32 | 12 | 10 | 10 | 44 | 41 | +3   |
| 2    | SønderjyskE | 44  | 32 | 13 | 5  | 14 | 45 | 48 | -3   |
| 3    | OB Odense   | 43  | 32 | 11 | 10 | 11 | 40 | 39 | +1   |
| 4    | Vejle BK P  | 38  | 32 | 9  | 11 | 12 | 42 | 50 | -8   |
| 5    | Lyngby BK   | 26  | 32 | 6  | 8  | 18 | 36 | 63 | -27  |
| 6    | AC Horsens  | 24  | 32 | 5  | 8  | 19 | 30 | 59 | -29  |

|  | Qualification pour le match d'appui des barrages européens. |
|  | Relégation en deuxième division.                            |

#### Matchs
| Résultats (▼dom., ►ext.) | AAL | HOR | LYN | ODE | SON | VEJ |
| Aalborg BK               |     | 1-1 | 4-0 | 3-2 | 3-2 | 2-1 |
| AC Horsens               | 1-0 |     | 1-3 | 1-0 | 1-2 | 3-3 |
| Lyngby BK                | 2-2 | 3-4 |     | 1-2 | 0-1 | 0-0 |
| OB Odense                | 1-0 | 4-0 | 2-0 |     | 1-1 | 0-1 |
| SønderjyskE              | 0-4 | 2-3 | 2-0 | 2-0 |     | 1-0 |
| Vejle BK                 | 1-1 | 2-0 | 2-2 | 2-2 | 4-2 |     |

### Barrage européen
Le barrage a lieu le 28 mai 2021.
| Club       | Score             | Club       |
| ---------- | ----------------- | ---------- |
| AGF Aarhus | 2 – 2 ap 3 – 1tab | Aalborg BK |

Légende des couleurs
- Qualification pour le deuxième tour de qualification de la Ligue Europa Conférence 2021-2022.

### Meilleurs buteurs
| Rang        | Joueur                  | Club            | Buts |
| ----------- | ----------------------- | --------------- | ---- |
| 1           | Mikael Uhre             | Brøndby IF      | 19   |
| 2           | Jonas Wind              | FC Copenhague   | 15   |
| 2           | Patrick Mortensen       | AGF Aarhus      | 15   |
| 3           | Sory Kaba               | FC Midtjylland  | 11   |
| 3           | Haji Wright             | SønderjyskE     | 11   |
| 4           | Kamil Wilczek           | FC Copenhague   | 10   |
| 4           | Issam Jebali            | Odense BK       | 10   |
| 4           | Jesper Lindstrøm        | Brøndby IF      | 10   |
| 4           | Anders K. Jacobsen (en) | SønderjyskE     | 10   |
| 4           | Kamaldeen Sulemana      | FC Nordsjælland | 10   |
| Allan Sousa | Vejle BK                |                 |      |

Mise à jour au 4 janvier 2022